# Hunt (Familie)
Die Familie Hunt war eine Familie aus Vermont. Zu dieser Familie gehörten im 18. bis 20. Jahrhundert Politiker, Künstler und Architekten. Sie lebte in der Gegend von Brattleboro.

## Bekannte Mitglieder
- Jarvis Hunt – Architekt
- Jonathan Hunt, Sr. – Vizegouverneur von Vermont
- Jonathan Hunt, Jr. – Abgeordneter im US-Repräsentantenhaus
- Joseph Howland Hunt – Architekt, Bruder und Partner von Richard Howland Hunt in der Firma Hunt & Hunt
- Leavitt Hunt – Anwalt, Politiker und Fotograf
- Richard Howland Hunt – Architekt und Sohn von Richard Morris Hunt
- Richard Morris Hunt – Architekt
- William Morris Hunt – Landschafts- und Porträtmaler